# 馬維衍
馬維衍（？—1847年），字椒园。甘肅平涼府固原州（今寧夏回族自治區固原縣）人，清朝軍事將領、武榜眼及第。
乾隆五十一年（1786）出生固原城郊都行伍世家，其父马成，曾任青海循化参将。嘉慶二十二年（1817年），登一甲第二名武進士，授二等侍衛，选花翎侍卫，值勤乾清门。嘉靖二十四年，升一等侍衛。道光三年，任山西太原城守營參將。次年，兼署山西撫標中軍參將。同年改山西撫標中軍參將。道光七年，護理山西太原鎮總兵。道光十六年，任浙江樂清協副將。1840年，中英鸦片战争爆发，英军攻广州未逞，沿海北上。马维衍在海湾严密设防，昼夜巡逻，英军不敢进犯，避锋而过。道光十九年，道光帝亲选处州（今浙江丽水）镇总兵，護理浙江處州鎮總兵。道光二十三年，任湖北鄖陽鎮總兵。道光二十四年，署湖北提督，次年卒于谷城，归葬固原。有墓志铭传世。。